# Lịch sử hành chính Vĩnh Phúc
Vĩnh Phúc là một tỉnh cũ thuộc vùng đồng bằng sông Hồng, miền Bắc Việt Nam. Phía bắc giáp tỉnh Thái Nguyên và tỉnh Tuyên Quang, phía nam và phía đông giáp thủ đô Hà Nội, phía tây giáp tỉnh Phú Thọ. Tính đến ngày 12 tháng 6 năm 2025, tỉnh Vĩnh Phúc có 09 đơn vị hành chính cấp huyện, gồm 07 huyện và 02 thành phố; 121 đơn vị hành chính cấp xã, gồm 88 xã, 15 phường và 18 thị trấn.

## Trước năm 1945
Từ thời Hùng Vương, vùng đất thuộc tỉnh Vĩnh Phúc hiện nay thuộc bộ Văn Lang.
Từ thời Bắc thuộc, địa phận của tỉnh Vĩnh Phúc nằm trong quận Giao Chỉ ( Có tên gọi khác là quận Giao Châu )

## Giai đoạn 1945 - 1945

### Về phíaViệt Nam Dân chủ Cộng hòa
Năm 1950, hai tỉnh Vĩnh Yên và Phúc Yên được hợp nhất thành một tỉnh lấy tên là tỉnh Vĩnh Phúc; tổ chức hành chính trên địa bàn gồm 9 huyện: Bình Xuyên, Đa Phúc, Đông Anh, Kim Anh, Lập Thạch, Tam Dương, Vĩnh Tường, Yên Lạc, Yên Lãng.

## Giai đoạn 1954 - 1975
Năm 1955, tái lập 2 thị xã Vĩnh Yên và Phúc Yên.
Năm 1957, thị trấn Bạch Hạc chuyển sang trực thuộc thị xã Việt Trì của tỉnh Phú Thọ (nay là phường Bạch Hạc, thành phố Việt Trì).
Năm 1961, huyện Đông Anh và một phần các huyện Yên Lãng (nay là huyện Mê Linh), Kim Anh (nay là huyện Sóc Sơn) được sáp nhập vào thành phố Hà Nội.
Năm 1968, hợp nhất tỉnh Vĩnh Phúc và tỉnh Phú Thọ thành một tỉnh lấy tên là tỉnh Vĩnh Phú.

## Giai đoạn 1975 - 2025

### TỉnhVĩnh Phú

#### ThờiViệt Nam Dân chủ Cộng hòa(1975 - 1976)
- Tính đến ngày 2 tháng 7 năm 1976, tổ chức trên địa bàn gồm 11 đơn vị hành chính cấp huyện, bao gồm 2 thị xã: Phúc Yên, Vĩnh Yên, thị trấn Tam Đảo và 8 huyện: Bình Xuyên, Đa Phúc, Kim Anh, Lập Thạch, Tam Dương, Vĩnh Tường, Yên Lạc, Yên Lãng của tỉnh Vĩnh Phú.

#### Năm 1976: Quyết định số 97-CP
- Quyết định số 97-CP[4] ngày 26 tháng 6 năm 1976 của Hội đồng Chính phủ về việc chuyển thị xã Phúc Yên, tỉnh Vĩnh Phú thành thị trấn Phúc Yên thuộc huyện Yên Lãng, tỉnh Vĩnh Phú:
- Thị xã Phúc Yên, huyện Yên Lãng

1. Chuyển thị xã Phúc Yên, tỉnh Vĩnh Phú xuống thành thị trấn Phúc Yên trực thuộc huyện Yên Lãng, tỉnh Vĩnh Phú.

#### Năm 1976: Quyết định số 110-BT
- Quyết định số 110-BT[5] ngày 26 tháng 6 năm 1976 của Phủ Thủ tướng về việc thành lập thị trấn Xuân Hòa thuộc tỉnh Vĩnh Phú:
- Huyện Kim Anh, thị trấn Xuân Hòa

1. Thành lập thị trấn Xuân Hòa trực thuộc tỉnh Vĩnh Phú.
2. Địa giới của thị trấn Xuân Hòa gồm có diện tích dùng để xây dựng các công trình công nghiệp, dân dụng và các cơ sở phụ thuộc phục vụ cho các công trình trên theo quy hoạch đã được Nhà nước duyệt trên địa bàn xung quanh núi Thằn Lằn (xã Cao Minh), đồi thôn Tháng Trí (xã Tháng Trí), đồi thôn Ninh Kiều (xã Tân Dân) thuộc huyện Kim Anh, tỉnh Vĩnh Phú.

#### Năm 1977: Quyết định số 178-CP
- Quyết định số 178-CP[6] ngày 5 tháng 7 năm 1977 của Hội đồng Chính phủ về việc hợp nhất và điều chỉnh địa giới một số huyện thuộc tỉnh Vĩnh Phú:
- Huyện Đa Phúc, huyện Kim Anh, thị trấn Xuân Hòa, huyện Sóc Sơn

1. Hợp nhất huyện Đa Phúc, huyện Kim Anh, thị trấn (thuộc tỉnh) Xuân Hòa thành một huyện lấy tên là huyện Sóc Sơn.

- Huyện Bình Xuyên, huyện Yên Lãng, huyện Yên Lạc, huyện Kim Anh, huyện Mê Linh

1. Hợp nhất huyện Bình Xuyên và huyện Yên Lãng thành một huyện lấy tên là huyện Mê Linh và sáp nhập 4 xã của huyện Yên Lạc: Văn Tiến, Nguyệt Đức, Minh Tân và Bình Định, 2 xã của huyện Kim Anh: Quang Minh và Kim Hoa vào huyện Mê Linh.

- Huyện Vĩnh Tường, huyện Yên Lạc, huyện Vĩnh Lạc

1. Hợp nhất huyện Vĩnh Tường và huyện Yên Lạc thành một huyện lấy tên là huyện Vĩnh Lạc.

- Huyện Lập Thạch, huyện Tam Dương, huyện Tam Đảo

1. Hợp nhất huyện Lập Thạch và huyện Tam Dương thành một huyện lấy tên là huyện Tam Đảo.

- Huyện Lâm Thao, huyện Vĩnh Tường, thành phố Việt Trì

1. Sáp nhập xã Văn Phú, xã Phượng Lâu của huyện Phù Ninh, xã Thụy Vân của huyện Lâm Thao, thôn Lang Đài, thôn Mộ Chu Hạ của xã Bồ Sao (huyện Vĩnh Tường) vào thành phố Việt Trì.

- Huyện Tam Dương, thị trấn Tam Đảo, thị xã Vĩnh Yên

1. Sáp nhập xã Định Trung, xã Khai Quang của huyện Tam Dương và thị trấn Tam Đảo vào thị xã Vĩnh Yên.

#### Năm 1978: Quốc hội khóa VI, Kỳ họp thứ 4
- Nghị quyết ngày 29 tháng 12 năm 1978 của Quốc hội khóa VI, Kỳ họp thứ 4[7] phê chuẩn việc phân vạch lại địa giới thành phố Hà Nội, thành phố Hồ Chí Minh, các tỉnh Hà Sơn Bình, Vĩnh Phú, Cao Lạng, Bắc Thái, Quảng Ninh và Đồng Nai:
- Tỉnh Vĩnh Phú, thành phố Hà Nội

1. Sáp nhập một số huyện, thị xã, xã và thị trấn sau đây của tỉnh Hà Sơn Bình và tỉnh Vĩnh Phú vào thành phố Hà Nội:
2. Tỉnh Vĩnh Phú:
  1. Huyện Sóc Sơn.
  2. Các xã Chu Phan, Đại Thịnh, Liên Mạc, Mê Linh, Tam Đồng, Thạch Đà, Thanh Lâm, Tiền Châu, Tiền Phong, Tiến Thắng, Tiến Thịnh, Tự Lập, Tráng Việt, Hoàng Kim, Văn Khê, Vạn Yên, Quang Minh, Kim Hoa và thị trấn Phúc Yên thuộc huyện Mê Linh.

#### Năm 1979: Quyết định số 71-CP
- Quyết định số 71-CP[8] ngày 26 tháng 2 năm 1979 của Hội đồng Chính phủ về việc điều chỉnh địa giới huyện Tam Đảo và huyện Vĩnh Lạc thuộc tỉnh Vĩnh Phú:
- Huyện Tam Đảo, huyện Mê Linh, huyện Lập Thạch

1. Chia huyện Tam Đảo thành hai huyện lấy tên là huyện Lập Thạch và huyện Tam Đảo.
  1. Huyện Lập Thạch gồm có các xã Bạch Lựu, Bắc Bình, Bàn Giản, Bồ Lý, Cao Phong, Đạo Trù, Đình Chu, Đôn Nhân, Đồng Ích, Đồng Quế, Đồng Thịnh, Đức Bác, Hải Lựu, Hợp Lý, Lãng Công, Liễn Hòa, Liễn Sơn, Ngọc Mỹ, Nhân Đạo, Nhạo Sơn, Như Thụy, Phương Khoan, Quang Sơn, Quang Yên, Sơn Đông, Tam Sơn, Tân Lập, Thái Hòa, Tiên Lữ, Triệu Đề, Tứ Yên, Văn Quán, Vân Trực, Xuân Hòa, Xuân Lôi, Yên Dương, Yên Thạch và Tử Du.
  2. Huyện Tam Đảo gồm có các xã Đại Đình, Tam Quan, Hồ Sơn, Hợp Châu, Hoàng Hoa, Kim Long, Hợp Hòa, An Hòa, Duy Phiên, Hoàng Đạm, Hoàng Lâu, Vận Hội, Hợp Thịnh, Thanh Vân, Đạo Tú, Hưng Đạo, Đồng Tĩnh và các xã Minh Quang, Gia Khánh, Trung Mỹ, Thiện Kế, Sơn Lôi, Tam Hợp, Bá Kiến, Tam Canh, Quất Lưu, Thanh Lãng, Tân Phong, Phú Xuân, Đạo Đức, Hương Sơn và thị trấn nông trường Tam Đảo (của huyện Mê Linh cắt sang).

- Huyện Mê Linh, huyện Vĩnh Lạc

1. Sáp nhập các xã Nguyệt Đức, Văn Tiến, Bình Định và Ninh Tân (của huyện Mê Linh) vào huyện Vĩnh Lạc.

#### Năm 1981: Quyết định số 3-CP
- Quyết định số 3-CP[9] ngày 3 tháng 1 năm 1981 của Hội đồng Chính phủ về việc thống nhất tên gọi các đơn vị hành chính ở nội thành nội thị:

1. Từ nay ở nội thành, đơn vị hành chính cấp dưới trực tiếp của thành phố trực thuộc trung ương đều thống nhất gọi là quận; các đơn vị hành chính cơ sở ở nội thành, nội thị của các thành phố thuộc tỉnh, thị xã và quận gọi là phường.

#### Năm 1991: Quốc hội khóa VIII, Kỳ họp thứ 9
- Nghị quyết ngày 12 tháng 8 năm 1991 của Quốc hội khóa VIII, Kỳ họp thứ 9[10] về việc điều chỉnh địa giới hành chính một số tỉnh, thành phố trực thuộc Trung ương:
- Thành phố Hà Nội, tỉnh Vĩnh Phú

1. Chuyển huyện Mê Linh của thành phố Hà Nội về tỉnh Vĩnh Phú.

#### Năm 1991: Quyết định số 677-HĐBT
- Quyết định số 677-HĐBT[11] ngày 20 tháng 12 năm 1991 của Hội đồng Bộ trưởng về việc hoạch định lại địa giới thị trấn Xuân Hòa thuộc huyện Mê Linh, tỉnh Vĩnh Phú:
- Huyện Mê Linh

1. Chuyển các thôn Yên Mỹ, Đồng Quỳ, Bảo An của Cao Minh (gồm 433,144 ha diện tích tự nhiên với 2.060 nhân khẩu) vào thị trấn Xuân Hòa quản lý. Giao cho xã Cao Minh quản lý phần đuôi dãy núi Thằn Lằn (từ phía sau nhà máy xe đạp Xuân Hòa sang đến cổng số 2 hồ Đại Lải trở về tây bắc).

#### Năm 1992: Quyết định số 489/TCCP
- Quyết định số 489/TCCP[12] ngày 4 tháng 8 năm 1992 của Ban Tổ chức – Cán bộ Chính phủ về việc giải thể một số đơn vị hành chính thuộc tỉnh Vĩnh Phú:
- Huyện Tam Đảo

1. Thị trấn nông trường Tam Đảo (huyện Tam Đảo).

#### Năm 1995: Nghị định số 63-CP
- Nghị định số 63-CP[13] ngày 7 tháng 10 năm 1995 của Chính phủ về việc huyện Vĩnh Lạc, Thanh Hòa thuộc tỉnh Vĩnh Phú:
- Huyện Vĩnh Lạc, huyện Vĩnh Tường, huyện Yên Lạc

1. Chia huyện Vĩnh Lạc thành hai huyện Vĩnh Tường và Yên Lạc.
  1. Huyện Vĩnh Tường có diện tích tự nhiên 14.027 hécta và 176.830 nhân khẩu, bao gồm 28 xã: Vĩnh Ninh, Phú Đa, Lũng Hoà, Thổ Tang, Tân Cương, Đại Đồng, Tứ Trưng, Cao Đại, Tuân Chính, Bồ Sao, Vĩnh Sơn, Bình Dương, Vân Xuân, Tam Phúc, Phú Thịnh, Lý Nhân, An Tường, Vĩnh Thịnh, Yên Bình, Tân Tiến, Vũ Di, Thượng Trung, Chấn Hưng, Vũ Kiên, Kim Xá, Yên Lập, Việt Xuân và Nghĩa Hưng.
  2. Huyện Yên Lạc có diện tích tự nhiên 11.039 hécta và 140.683 nhân khẩu, bao gồm 17 xã: Đồng Cương, Bình Định, Trung Nguyên, Tề Lỗ, Minh Tân, Tam Hồng, Yên Đồng, Đại Tự, Hồng Châu, Liên Châu, Trung Hà, Trung Kiên, Hồng Phương, Nguyệt Đức, Văn Tiến, Yên Phương và Đồng Văn.

#### Năm 1995: Nghị định số 82-CP
- Nghị định số 82-CP[14] ngày 22 tháng 11 năm 1995 của Chính phủ về việc thành lập và phân vạch địa giới thị trấn thuộc các huyện Tam Đảo, Lập Thạch, Vĩnh Tường, Sông Thao, Thanh Ba tỉnh Vĩnh Phú:
- Huyện Tam Đảo

1. Thành lập thị trấn Tam Dương, thị trấn huyện lỵ của huyện Tam Đảo trên cơ sở 693,69 ha diện tích tự nhiên và 9.008 nhân khẩu của xã Hợp Thịnh; 275,81 ha diện tích tự nhiên và 6.772 nhân khẩu của xã Vân Hội.
2. Thành lập thị trấn Hương Canh thuộc huyện Tam Đảo trên cơ sở toàn bộ đất đai và dân cư của xã Tam Canh cũ.

- Huyện Lập Thạch

1. Thành lập thị trấn Lập Thạch, thị trấn huyện lỵ của huyện Lập Thạch trên cơ sở 407 ha diện tích tự nhiên và 4.750 nhân khẩu của xã Xuân Hòa.

- Huyện Vĩnh Tường

1. Thành lập thị trấn Vĩnh Tường, thị trấn huyện lỵ của huyện Vĩnh Tường trên cơ sở 282,62 ha diện tích tự nhiên và 4.171 nhân khẩu của xã Vũ Di cũ; 3.348 ha diện tích tự nhiên của xã Tứ Trung (cùng huyện).

### TỉnhVĩnh Phúc

#### Năm 1996: Quốc hội khóa IX, Kỳ họp thứ 10
- Nghị quyết ngày 6 tháng 11 năm 1996 của Quốc hội khóa IX, Kỳ họp thứ 10[15] về việc chia và điều chỉnh địa giới hành chính một số tỉnh:

- Tĩnh Vĩnh Phú, tỉnh Phú Thọ

1. Chia tỉnh Vĩnh Phú thành hai tỉnh là tỉnh Phú Thọ và tỉnh Vĩnh Phúc.
2. Tỉnh Vĩnh Phúc có sáu đơn vị hành chính gồm: Thị xã Vĩnh Yên và năm huyện: Lập Thạch, Vĩnh Tường, Yên Lạc, Tam Đảo, Mê Linh; có diện tích 1.370,73 km2, với số dân 1.066.522 người. Tỉnh lỵ: Thị xã Vĩnh Yên.

#### Năm 1997: Nghị định số 53-CP
- Nghị định số 53-CP[16] ngày 28 tháng 5 năm 1997 của Chính phủ về việc thành lập thị trấn Yên Lạc thuộc huyện Yên Lạc, tỉnh Vĩnh Phúc:
- Huyện Yên Lạc

1. Nay thành lập thị trấn Yên Lạc thuộc huyện Yên Lạc trên cơ sở toàn bộ xã Minh Tân.

#### Năm 1998: Nghị định số 36/1998/NĐ-CP
- Nghị định số 36/1998/NĐ-CP[17] ngày 9 tháng 6 năm 1998 của Chính phủ về việc chia huyện Tam Đảo thuộc tỉnh Vĩnh Phúc thành huyện Tam Dương và huyện Bình Xuyên:
- Huyện Tam Đảo, huyện Tam Dương, huyện Bình Xuyên

1. Chia huyện Tam Đảo thuộc tỉnh Vĩnh Phúc thành huyện Tam Dương và huyện Bình Xuyên.
  1. Huyện Tam Dương có 20.988 ha diện tích tự nhiên và 135.171 nhân khẩu, gồm 18 đơn vị hành chính cấp xã: Hợp Thịnh, Duy Phiên, Vân Hội, Hoàng Lâu, An Hoà, Hợp Hoà, Hoàng Đan, Đạo Tú, Thanh Vân, Đồng Tĩnh, Hướng Đạo, Hợp Châu, Kim Long, Tam Quan, Hoàng Hoa, Hồ Sơn, Đại Đình và thị trấn Tam Dương.
  2. Huyện Bình Xuyên có 21.401 ha diện tích tự nhiên và 115.546 nhân khẩu, gồm 14 đơn vị hành chính cấp xã: Đạo Đức, Phú Xuân, Thanh Lãng, Tân Phong, Sơn Lôi, Quất Lưu, Tam Hợp, Hương Sơn, Gia Khánh, Thiện Kế, Minh Quang, Bá Hiến, Trung Mỹ và thị trấn Hương Canh.

#### Năm 1999: Nghị định số 72/1999/NĐ-CP
- Nghị định số 72/1999/NĐ-CP[18] ngày 18 tháng 8 năm 1999 của Chính phủ về việc điều chỉnh địa giới hành chính, mở rộng thị xã Vĩnh Yên, tỉnh Vĩnh Phúc:
- Huyện Tam Dương

1. Sáp nhập thôn Lai Sơn (với 84,72 ha diện tích tự nhiên và 1.210 nhân khẩu) của xã Thanh Vân, huyện Tam Dương vào thị trấn Tam Dương.
2. Sáp nhập khu Đồi Son (với 35,83 ha diện tích tự nhiên và 880 nhân khẩu) của xã Vân Hội, huyện Tam Dương vào thị trấn Tam Dương.
3. Sáp nhập thôn Lạc Ý (với 198,59 ha diện tích tự nhiên và 2.214 nhân khẩu) của xã Đồng Cương huyện Yên Lạc vào thị trấn Tam Dương.
4. Sáp nhập thị trấn Tam Dương thuộc huyện Tam Dương vào thị xã Vĩnh Yên.

- Thị xã Vĩnh Yên

1. Thành lập các phường Đồng Tâm và Hội Hợp thuộc thị xã Vĩnh Yên trên cơ sở toàn bộ diện tích và dân số của thị trấn Tam Dương.

- Huyện Bình Xuyên

1. Thành lập xã Thanh Trù thuộc huyện Bình Xuyên trên cơ sở 775,01 ha diện tích tự nhiên và 6.612 nhân khẩu của xã Quất Lưu.

- Huyện Bình Xuyên, thị xã Vĩnh Yên

1. Sáp nhập xã Thanh Trù thuộc huyện Bình Xuyên vào thị xã Vĩnh Yên.
2. Sau khi điều chỉnh địa giới hành chính:
  1. Thị xã Vĩnh Yên có 5.079,27 ha diện tích tự nhiên và 65.727 nhân khẩu, gồm 10 đơn vị hành chính trực thuộc là các phường : Ngô Quyền, Đống Đa, Liên Bảo, Tích Sơn, Đồng Tâm, Hội Hợp, các xã Định Trung, Khai Quang, Thanh Trù và thị trấn Tam Đảo.
  2. Huyện Yên Lạc có 10.585,23 ha và 138.417 nhân khẩu.
  3. Huyện Tam Dương có 19.961,35 ha và 121.352 nhân khẩu, gồm 17 đơn vị hành chính cấp xã.
  4. Huyện Bình Xuyên có 20.625,99 ha và 112.044 nhân khẩu, gồm 14 đơn vị hành chính cấp xã.

#### Năm 2003: Nghị định số 9/2003/NĐ-CP
- Nghị định số 9/2003/NĐ-CP[19] ngày 10 tháng 2 năm 2003 của Chính phủ về việc thành lập thị trấn Hợp Hòa, huyện Tam Dương, tỉnh Vĩnh Phúc:
- Huyện Tam Dương

1. Thành lập thị trấn Hợp Hòa trên cơ sở toàn bộ diện tích tự nhiên và dân số của xã Hợp Hòa; 278,92 ha diện tích tự nhiên và 3.516 nhân khẩu của xã Đạo Tú; 23,51 ha diện tích tự nhiên và 656 nhân khẩu của xã An Hòa.

#### Năm 2003: Nghị định số 153/2003/NĐ-CP
- Nghị định số 153/2003/NĐ-CP[20] ngày 9 tháng 12 năm 2003 của Chính phủ về việc thành lập thị xã Phúc Yên và huyện Tam Đảo, tỉnh Vĩnh Phúc:
- Huyện Mê Linh, thị xã Phúc Yên

1. Thành lập thị xã Phúc Yên trên cơ sở toàn bộ diện tích tự nhiên và dân số của thị trấn Phúc Yên, thị trấn Xuân Hòa và các xã Phúc Thắng, Tiền Châu, Nam Viêm, Cao Minh, Ngọc Thanh thuộc huyện Mê Linh.
2. Thị xã Phúc Yên có 12.029,55 ha diện tích tự nhiên và 82.730 nhân khẩu.

- Thị xã Phúc Yên

1. Thành lập các phường thuộc thị xã Phúc Yên:
  1. Thành lập phường Hùng Vương trên cơ sở m65,20 ha diện tích tự nhiên và 7.430 nhân khẩu của thị trấn Phúc Yên; 93,40 ha diện tích tự nhiên và 1.911 nhân khẩu của xã Phúc Thắng.
  2. Thành lập phường Trưng Trắc trên cơ sở 97,24 ha diện tích tự nhiên và 8.168 nhân khẩu của thị trấn Phúc Yên.
  3. Thành lập phường Trưng Nhị trên cơ sở 169,04 ha diện tích tự nhiên và 6.934 nhân khẩu của thị trấn Phúc Yên.
  4. Thành lập phường Phúc Thắng trên cơ sở toàn bộ 637,29 ha diện tích tự nhiên và 8.261 nhân khẩu còn lại của xã Phúc Thắng.
  5. Thành lập phường Xuân Hòa trên cơ sở toàn bộ diện tích tự nhiên và dân số của thị trấn Xuân Hòa.
2. Sau khi điều chỉnh địa giới hành chính thành lập thị xã Phúc Yên và các phường:
  1. Thị xã Phúc Yên có 12.029,55 ha diện tích tự nhiên và 82.730 nhân khẩu, có 9 đơn vị hành chính trực thuộc gồm các phường Hùng Vương, Trưng Trắc, Trưng Nhị, Phúc Thắng, Xuân Hòa và các xã Tiền Châu, Nam Viêm, Cao Minh, Ngọc Thanh.
  2. Huyện Mê Linh còn lại 14.095,74 ha diện tích tự nhiên và 174.782 nhân khẩu, có 17 đơn vị hành chính trực thuộc gồm các xã Quang Minh, Thạch Đà, Tiến Thắng, Tự Lập, Thanh Lâm, Tam Đồng, Liên Mạc, Vạn Yên, Đại Thịnh, Chu Phan, Tiến Thịnh, Mê Linh, Văn Khê, Hoàng Kim, Tiền Phong, Tráng Việt, Kim Hoa.

- Huyện Lập Thạch, huyện Tam Dương, huyện Bình Xuyên, thị xã Vĩnh Yên

1. Thành lập huyện Tam Đảo trên cơ sở toàn bộ diện tích tự nhiên và dân số của các xã Đạo Trù, Bồ Lý, Yên Dương thuộc huyện Lập Thạch; các xã Đại Đình, Tam Quan, Hồ Sơn, Hợp Châu thuộc huyện Tam Dương; xã Minh Quang thuộc huyện Bình Xuyên và thị trấn Tam Đảo thuộc thị xã Vĩnh Yên.
2. Huyện Tam Đảo có 23.641,60 ha diện tích tự nhiên và 65.912 nhân khẩu, có 9 đơn vị hành chính trực thuộc gồm các xã Đạo Trù, Bồ Lý, Yên Dương, Đại Đình, Tam Quan, Hồ Sơn, Hợp Châu, Minh Quang và thị trấn Tam Đảo.
3. Sau khi điều chỉnh địa giới hành chính thành lập huyện Tam Đảo:
  1. Huyện Lập Thạch còn lại 32.307,17 ha diện tích tự nhiên và 207.326 nhân khẩu, có 36 đơn vị hành chính trực thuộc gồm các xã Tứ Yên, Đình Chu, Ngọc Mỹ, Tiên Lữ, Bắc Bình, Cao Phong, Tử Du, Liễn Sơn, Đồng Thịnh, Yên Thạch, Vân Trục, Đôn Nhân, Quang Yên, Tam Sơn, Hải Lựu, Như Thụy, Đồng Ích, Sơn Đông, Đức Bác, Liên Hòa, Xuân Lôi, Tân Lập, Nhạo Sơn, Thái Hòa, Nhân Đạo, Văn Quán, Triệu Đề, Quang Sơn, Bạch Lưu, Bàn Giản, Lãng Công, Đồng Quế, Phương Khoan, Xuân Hòa, Hợp Lý và thị trấn Lập Thạch.
  2. Huyện Tam Dương còn lại 10.713,65 ha diện tích tự nhiên và 92.624 nhân khẩu, có 13 đơn vị hành chính trực thuộc gồm các xã Vân Hội, Đồng Tĩnh, Hoàng Hoa, Duy Phiên, An Hòa, Đạo Tú, Hoàng Lâu, Hướng Đạo, Kim Long, Hoàng Đan, Hợp Thịnh, Thanh Vân và thị trấn Hợp Hòa.
  3. Huyện Bình Xuyên còn lại 14.510,74 ha diện tích tự nhiên và 103.160 nhân khẩu có 13 đơn vị hành chính trực thuộc gồm các xã Trung Mỹ, Bá Hiến, Gia Khánh, Thiện Kế, Tam Hợp, Tân Phong, Phú Xuân, Thanh Lãng, Đạo Đức, Sơn Lôi, Hương Sơn, Quất Lưu và thị trấn Hương Canh.
  4. Thị xã Vĩnh Yên còn lại 4.983,47 ha diện tích tự nhiên và 76.523 nhân khẩu, có 9 đơn vị hành chính trực thuộc gồm các phường Ngô Quyền, Liên Bảo, Đống Đa, Tích Sơn, Hội Hợp, Đồng Tâm và các xã Khai Quang, Định Trung, Thanh Trù.

#### Năm 2004: Nghị định số 193/2004/NĐ-CP
- Nghị định số 193/2004/NĐ-CP[21] ngày 23 tháng 11 năm 2004 của Chính phủ về việc thành lập phường Khai Quang thuộc thị xã Vĩnh Yên, tỉnh Vĩnh Phúc:
- Thị xã Vĩnh Yên

1. Thành lập phường Khai Quang trên cơ sở toàn bộ diện tích tự nhiên và dân số của xã Khai Quang.

#### Năm 2006: Nghị định số 146/2006/NĐ-CP
- Nghị định số 146/2006/NĐ-CP[22] ngày 1 tháng 12 năm 2006 của Chính phủ về việc thành lập thành phố Vĩnh Yên thuộc tỉnh Vĩnh Phúc:
- Thành phố Vĩnh Yên

1. Thành lập thành phố Vĩnh Yên trên cơ sở toàn bộ diện tích tự nhiên, dân số và các đơn vị hành chính trực thuộc của thị xã Vĩnh Yên.
2. Thành phố Vĩnh Yên có 5.080,21 ha diện tích tự nhiên và 122.568 nhân khẩu, có 9 đơn vị hành chính gồm các phường: Ngô Quyền, Liên Bảo, Tích Sơn, Đồng Tâm, Hội Hợp, Khai Quang, Đống Đa và các xã Định Trung, Thanh Trù.
3. Tỉnh Vĩnh Phúc có 9 đơn vị hành chính cấp huyện, gồm các huyện: Bình Xuyên, Lập Thạch, Mê Linh, Tam Dương, Tam Đảo, Vĩnh Tường, Yên Lạc, thị xã Phúc Yên và thành phố Vĩnh Yên.

#### Năm 2007: Nghị định số 51/2007/NĐ-CP
- Nghị định số 51/2007/NĐ-CP[23] ngày 2 tháng 4 năm 2007 của Chính phủ về việc thành lập thị trấn Thổ Tang, thị trấn Thanh Lãng, thị trấn Gia Khánh thuộc các huyện Vĩnh Tường, Bình Xuyên, tỉnh Vĩnh Phúc:
- Huyện Vĩnh Tường

1. Thành lập thị trấn Thổ Tang thuộc huyện Vĩnh Tường trên cơ sở toàn bộ diện tích tự nhiên và dân số hiện có của xã Thổ Tang.
2. Huyện Vĩnh Tường có 29 đơn vị hành chính trực thuộc, gồm các xã: Kim Xá, Yên Bình, Nghĩa Hưng, Chấn Hưng, Đại Đồng, Tân Tiến, Yên Lập, Việt Xuân, Bồ Sao, Lũng Hòa, Cao Đại, Phú Thịnh, Lý Nhân, An Tường, Tuân Chính, Thượng Trưng, Tân Cương, Vĩnh Sơn, Bình Dương, Vân Xuân, Vũ Di, Tam Phúc, Vĩnh Thịnh, Vĩnh Ninh, Phú Đa, Ngũ Kiên, Tứ Trưng và các thị trấn: Vĩnh Tường, Thổ Tang.

- Huyện Bình Xuyên

1. Thành lập thị trấn Thanh Lãng thuộc huyện Bình Xuyên trên cơ sở toàn bộ diện tích tự nhiên và dân số hiện có của xã Thanh Lãng.
2. Thành lập thị trấn Gia Khánh thuộc huyện Bình Xuyên trên cơ sở điều chỉnh 81,20 ha diện tích tự nhiên và 916 nhân khẩu của xã Thiện Kế; toàn bộ xã Gia Khánh.
3. Huyện Bình Xuyên có 13 đơn vị hành chính trực thuộc, gồm các xã: Đạo Đức, Tân Phong, Sơn Lôi, Quất Lưu, Tam Hợp, Hương Sơn, Thiện Kế, Bá Hiến, Phú Xuân, Trung Mỹ và các thị trấn: Hương Canh, Gia Khánh, Thanh Lãng.

#### Năm 2008: Nghị định số 39/2008/NĐ-CP
- Nghị định số 39/2008/NĐ-CP[24] ngày 4 tháng 4 năm 2008 của Chính phủ về việc điều chỉnh địa giới hành chính xã, phường, thành lập thị trấn, phường thuộc huyện Mê Linh, huyện Lập Thạch, thị xã Phúc Yên, tỉnh Vĩnh Phúc:
- Huyện Mê Linh

1. Thành lập thị trấn Chi Đông thuộc huyện Mê Linh trên cơ sở điều chỉnh 486 ha diện tích tự nhiên và 9.861 nhân khẩu của xã Quang Minh.
2. Thành lập thị trấn Quang Minh thuộc huyện Mê Linh trên cơ sở 889,6 ha diện tích tự nhiên và 19.126 nhân khẩu còn lại của xã Quang Minh.

- Huyện Lập Thạch

1. Thành lập thị trấn Hoa Sơn thuộc huyện Lập Thạch trên cơ sở điều chỉnh 481,57 ha diện tích tự nhiên và 6.730 nhân khẩu của Liễn Sơn; 3,47 ha diện tích tự nhiên và 200 nhân khẩu của xã Thái Hòa.
2. Thành lập thị trấn Tam Sơn thuộc huyện Lập Thạch trên cơ sở toàn bộ xã Tam Sơn.

- Thị xã Phúc Yên

1. Thành lập phường Đồng Xuân thuộc thị xã Phúc Yên trên cơ sở điều chỉnh 339,76 ha diện tích tự nhiên và 14.217 nhân khẩu của phường Xuân Hòa.
2. Sau khi điều chỉnh địa giới hành chính xã, phường để thành lập thị trấn, phường:
  1. Huyện Mê Linh có 14.126 ha diện tích tự nhiên và 187.536 nhân khẩu, có 18 đơn vị hành chính trực thuộc, bao gồm các xã: Kim Hoa, Thanh Lâm, Đại Thịnh, Tiến Thịnh, Tiến Thắng, Vạn Yên, Tam Đồng, Mê Linh, Văn Khê, Tráng Việt, Hoàng Kim, Thạch Đà, Chu Phan, Liên Mạc, Tiền Phong, Tự Lập và thị trấn Quang Minh, thị trấn Chi Đông.
  2. Huyện Lập Thạch có 32.307 ha diện tích tự nhiên và 215.759 nhân khẩu, có 37 đơn vị hành chính trực thuộc, bao gồm các xã: Sơn Đông, Triệu Đề, Đình Chu, Tiên Lữ, Văn Quán, Xuân Lôi, Đồng Ích, Bàn Giản, Liên Hòa, Tử Du, Liễn Sơn, Thái Hòa, Bắc Bình, Hợp Lý, Quang Sơn, Ngọc Mỹ, Xuân Hòa, Bạch Lưu, Quang Yên, Hải Lựu, Đôn Nhân, Nhân Đạo, Phương Khoan, Lãng Công, Đồng Quế, Nhạo Sơn, Tân Lập, Vân Trục, Như Thụy, Yên Thạch, Tứ Yên, Đức Bác, Đồng Thịnh, Cao Phong, thị trấn Lập Thạch, thị trấn Hoa Sơn và thị trấn Tam Sơn.
  3. Thị xã Phúc Yên có 12.029,55 ha diện tích tự nhiên và 104.092 nhân khẩu, có 10 đơn vị hành chính trực thuộc, bao gồm các phường: Xuân Hòa, Đồng Xuân, Trưng Trắc, Trưng Nhị, Hùng Vương, Phúc Thắng và các xã: Cao Minh, Nam Viêm, Tiền Châu, Ngọc Thanh.

#### Năm 2008: Nghị quyết số 15/2008/QH12
- Nghị quyết số 15/2008/QH12[25] ngày 29 tháng 5 năm 2008 của Quốc hội về việc điều chỉnh địa giới hành chính thành phố Hà Nội và một số tỉnh có liên quan:
- Tỉnh Vĩnh Phúc, thành phố Hà Nội

1. Chuyển toàn bộ huyện Mê Linh, tĩnh Vĩnh Phúc về thành phố Hà Nội.
2. Sau khi điều chỉnh địa giới hành chính:
  1. Thành phố Hà Nội có diện tích tự nhiên là 334.470,02 ha và dân số hiện tại là 6.232.940 người, bao gồm diện tích tự nhiên và dân số hiện tại của các quận Hoàn Kiếm, Đống Đa, Ba Đình, Hai Bà Trưng, Tây Hồ, Cầu Giấy, Hoàng Mai, Long Biên, Thanh Xuân, các huyện Đông Anh, Từ Liêm, Sóc Sơn, Gia Lâm, Thanh Trì, Ba Vì, Chương Mỹ, Đan Phượng, Hoài Đức, Mỹ Đức, Phú Xuyên, Phúc Thọ, Quốc Oai, Thạch Thất, Thanh Oai, Thường Tín, Ứng Hòa, Mê Linh, các thành phố Hà Đông, Sơn Tây và các xã Đông Xuân, Tiến Xuân, Yên Bình, Yên Trung.
  2. Tỉnh Vĩnh Phúc có diện tích tự nhiên là 123.176,43 ha và dân số hiện tại là 1.059.063 người, bao gồm diện tích tự nhiên và dân số hiện tại của thành phố Vĩnh Yên, thị xã Phúc Yên, các huyện Bình Xuyên, Lập Thạch, Tam Dương, Tam Đảo, Vĩnh Tường, Yên Lạc.

#### Năm 2008: Nghị định số 9/NĐ-CP
- Nghị định số 9/NĐ-CP[26] ngày 23 tháng 12 năm 2008 của Chính phủ về việc điều chỉnh địa giới hành chính huyện Lập Thạch để thành lập huyện Sông Lô, tỉnh Vĩnh Phúc:
- Huyện Lập Thạch, huyện Sông Lô

1. Thành lập huyện Sông Lô thuộc tỉnh Vĩnh Phúc trên cơ sở điều chỉnh 15.031,77 ha diện tích tự nhiên và 93.984 nhân khẩu của huyện Lập Thạch (bao gồm toàn bộ diện tích tự nhiên và nhân khẩu của các xã: Bạch Lưu, Hải Lựu, Đôn Nhân, Quang Yên, Lãng Công, Nhân Đạo, Phương Khoan, Đồng Quế, Nhạo Sơn, Như Thuỵ, Yên Thạch, Tân Lập, Tứ Yên, Đồng Thịnh, Đức Bác, Cao Phong và thị trấn Tam Sơn).
2. Huyện Sông Lô có 15.031,77 ha diện tích tự nhiên và 93.984 nhân khẩu, có 17 đơn vị hành chính trực thuộc, gồm các xã: Bạch Lưu, Hải Lựu, Đôn Nhân, Quang Yên, Lãng Công, Nhân Đạo, Phương Khoan, Đồng Quế, Nhạo Sơn, Như Thụy, Yên Thạch, Tân Lập, Tứ Yên, Đồng Thịnh, Đức Bác, Cao Phong và thị trấn Tam Sơn.
3. Sau khi điều chỉnh địa giới hành chính:
  1. Huyện Lập Thạch còn lại 17.310,22 ha diện tích tự nhiên và 123.664 nhân khẩu, có 20 đơn vị hành chính trực thuộc, bao gồm: thị trấn Lập Thạch, thị trấn Hoa Sơn, các xã: Sơn Đông, Triệu Đề, Đình Chu, Xuân Lôi, Văn Quán, Tiên Lữ, Đồng Ích, Bàn Giản, Tử Du, Liên Hòa, Ngọc Mỹ, Xuân Hòa, Vân Trục, Liễn Sơn, Thái Hòa, Bắc Bình, Hợp Lý, Quang Sơn.
  2. Tỉnh Vĩnh Phúc có 123.176,43 ha diện tích tự nhiên và 1.059.063 nhân khẩu, có 9 đơn vị hành chính cấp huyện trực thuộc là: thành phố Vĩnh Yên; thị xã Phúc Yên; các huyện: Tam Dương, Tam Đảo, Vĩnh Tường, Yên Lạc, Bình Xuyên, Lập Thạch và Sông Lô.

#### Năm 2009: Nghị định số 46/NQ-CP
- Nghị định số 46/NQ-CP[27] ngày 23 tháng 9 năm 2009 của Chính phủ về việc thành lập thị trấn Tứ Trưng thuộc huyện Vĩnh Tường, tỉnh Vĩnh Phúc:
- Huyện Vĩnh Tường

1. Thành lập thị trấn Tứ Trưng thuộc huyện Vĩnh Tường, tỉnh Vĩnh Phúc trên cơ sở nguyên trạng xã Tứ Trưng.
2. Sau khi thành lập thị trấn Tứ Trưng, huyện Vĩnh Tường có 14.182,02 ha diện tích tự nhiên và 198.942 nhân khẩu; có 29 đơn vị hành chính trực thuộc, bao gồm các xã: Kim Xá, Yên Bình, Nghĩa Hưng, Chấn Hưng, Đại Đồng, Tân Tiến, Yên Lập, Việt Xuân, Bồ Sao, Lũng Hòa, Cao Đại, Phú Thịnh, Lý Nhân, An Tường, Tuân Chính, Thượng Trưng, Tân Cương, Vĩnh Sơn, Bình Dương, Vân Xuân, Vũ Di, Tam Phúc, Vĩnh Thịnh, Vĩnh Ninh, Phú Đa, Ngũ Kiên và các thị trấn: Vĩnh Tường, Thổ Tang và Tứ Trưng.

#### Năm 2018: Nghị quyết số 484/NQ-UBTVQH14
- Nghị quyết số 484/NQ-UBTVQH14[28] ngày 7 tháng 2 năm 2018 của Ủy ban Thường vụ Quốc hội về việc thành lập phường Tiền Châu, phường Nam Viêm thuộc thị xã Phúc Yên và thành lập thành phố Phúc Yên thuộc tỉnh Vĩnh Phúc:
- Thị xã Phúc Yên

1. Thành lập phường Tiền Châu trên cơ sở toàn bộ xã Tiền Châu.
2. Thành lập phường Nam Viêm trên cơ sở toàn bộ xã Nam Viêm.

- Thành phố Phúc Yên

1. Thành lập thành phố Phúc Yên thuộc tỉnh Vĩnh Phúc trên cơ sở toàn bộ thị xã Phúc Yên.
2. Sau khi thành lập 02 phường và thành phố Phúc Yên:
  1. Thành phố Phúc Yên có 10 đơn vị hành chính cấp xã, gồm 08 phường Đồng Xuân, Hùng Vương, Nam Viêm, Phúc Thắng, Tiền Châu, Trưng Nhị, Trưng Trắc, Xuân Hòa và 02 xã Cao Minh, Ngọc Thanh.
  2. Tỉnh Vĩnh Phúc có 09 đơn vị hành chính cấp huyện, gồm 07 huyện và 02 thành phố; 137 đơn vị hành chính cấp xã, gồm 110 xã, 15 phường và 12 thị trấn.

#### Năm 2020: Nghị quyết số 868/NQ-UBTVQH14
- Nghị quyết số 868/NQ-UBTVQH14[29] ngày 10 tháng 1 năm 2020 của Ủy ban Thường vụ Quốc hội về việc sắp xếp đơn vị hành chính cấp xã thuộc tỉnh Vĩnh Phúc:
- Huyện Vĩnh Tường

1. Thành lập xã Tân Phú trên cơ sở nhập toàn bộ xã Phú Thịnh và xã Tân Cương.
2. Sau khi sắp xếp, huyện Vĩnh Tường có 28 đơn vị hành chính cấp xã, gồm 25 xã và 03 thị trấn.

- Huyện Tam Đảo

1. Thành lập thị trấn Hợp Châu trên cơ sở toàn bộ xã Hợp Châu.
2. Thành lập thị trấn Đại Đình trên cơ sở toàn bộ xã Đại Đình.
3. Sau khi thành lập thị trấn Hợp Châu và thị trấn Đại Đình, huyện Tam Đảo có 09 đơn vị hành chính cấp xã, gồm 06 xã và 03 thị trấn.

- Huyện Bình Xuyên

1. Thành lập thị trấn Bá Hiến trên cơ sở toàn bộ xã Bá Hiến.
2. Thành lập thị trấn Đạo Đức trên cơ sở toàn bộ xã Đạo Đức.
3. Sau khi thành lập thị trấn Bá Hiến và thị trấn Đạo Đức, huyện Bình Xuyên có 13 đơn vị hành chính cấp xã, gồm 08 xã và 05 thị trấn.
4. Tỉnh Vĩnh Phúc có 09 đơn vị hành chính cấp huyện, gồm 07 huyện và 02 thành phố; 136 đơn vị hành chính cấp xã, gồm 105 xã, 15 phường và 16 thị trấn.

#### Năm 2023: Nghị quyết số 730/NQ-UBTVQH15
- Nghị quyết số 730/NQ-UBTVQH15[30] ngày 13 tháng 2 năm 2023 của Ủy ban Thường vụ Quốc hội về việc thành lập thị trấn Kim Long thuộc huyện Tam Dương, thị trấn Tam Hồng thuộc huyện Yên Lạc và phường Định Trung thuộc thành phố Vĩnh Yên, tỉnh Vĩnh Phúc:
- Huyện Tam Dương

1. Thành lập thị trấn Kim Longtrên cơ sở toàn bộ xã Kim Long thuộc huyện Tam Dương, tỉnh Vĩnh Phúc.

- Huyện Yên Lạc

1. Thành lập thị trấn Tam Hồngtrên cơ sở toàn bộ xã Tam Hồng thuộc huyện Yên Lạc, tỉnh Vĩnh Phúc.

- Thành phố Vĩnh Yên

1. Thành lập phường Định Trungtrên cơ sở toàn bộ xã Định Trung thuộc thành phố Vĩnh Yên, tỉnh Vĩnh Phúc.
2. Sau khi thành lập thị trấn Kim Long thuộc huyện Tam Dương, thị trấn Tam Hồng thuộc huyện Yên Lạc và phường Định Trung thuộc thành phố Vĩnh Yên:
  1. Huyện Tam Dương có 13 đơn vị hành chính cấp xã, gồm 11 xã và 02 thị trấn.
  2. Huyện Yên Lạc có 17 đơn vị hành chính cấp xã, gồm 15 xã và 02 thị trấn.
  3. Thành phố Vĩnh Yên có 09 đơn vị hành chính cấp xã, gồm 08 phường và 01 xã.
  4. Tỉnh Vĩnh Phúc có 09 đơn vị hành chính cấp huyện, gồm 07 huyện và 02 thành phố; 136 đơn vị hành chính cấp xã, gồm 102 xã, 16 phường và 18 thị trấn.

#### Năm 2024: Nghị quyết số 1287/NQ-UBTVQH15
- Nghị quyết số 1287/NQ-UBTVQH15[31] ngày 14 tháng 11 năm 2024 của Ủy ban Thường vụ Quốc hội về việc sắp đơn vị hành chính cấp xã của tỉnh Vĩnh Phúc giai đoạn 2023 - 2025:

- Thành phố Phúc Yên

1. Thành lập phường Hai Bà Trưng trên cơ sở nhập toàn bộ phường Trung Trắc và phường Trưng Nhị.
2. Sau khi sắp xếp, thành phố Phúc Yên có 09 đơn vị hành chính cấp xã, gồm 07 phường và 02 xã.

- Huyện Vĩnh Tường

1. Thành lập xã Sao Đại Việt trên cơ sở nhập toàn bộ xã Việt Xuân, xã Bồ Sao và xã Cao Đại.
2. Nhập toàn bộ xã Tân Tiến vào xã Đại Đồng.
3. Thành lập xã An Nhân trên cơ sở nhập toàn bộ xã Lý Nhân và xã An Tường.
4. Thành lập xã Lương Điền trên cơ sở nhập toàn bộ xã Vân Xuân và xã Bình Dương.
5. Thành lập xã Vĩnh Phú trên cơ sở nhập toàn bộ xã Vĩnh Ninh và xã Phú Đa.
6. Nhập toàn bộ xã Vĩnh Sơn vào thị trấn Thổ Tang.
7. Nhập toàn bộ xã Tam Phúc vào thị trấn Vĩnh Tường.
8. Sau khi sắp xếp, huyện Vĩnh Tường có 20 đơn vị hành chính cấp xã, gồm 17 xã và 03 thị trấn.

- Huyện Sông Lô

1. Nhập toàn bộ xã Nhạo Sơn và xã Như Thụy vào thị trấn Tam Sơn.
2. Nhập toàn bộ xã Bạch Lưu vào xã Hải Lựu.
3. Sau khi sắp xếp, huyện Sông Lô có 14 đơn vị hành chính cấp xã, gồm 13 xã và 01 thị trấn.

- Huyện Yên Lạc

1. Nhập toàn bộ xã Hồng Phương vào xã Hồng Châu.
2. Sau khi sắp xếp, huyện Yên Lạc có 16 đơn vị hành chính cấp xã, gồm 14 xã và 02 thị trấn.

- Huyện Lập Thạch

1. Thành lập xã Tây Sơn trên cơ sở nhập toàn bộ xã Đình Chu và xã Triệu Đề.
2. Sau khi sắp xếp, huyện Lập Thạch có 19 đơn vị hành chính cấp xã, gồm 17 xã và 02 thị trấn.

- Huyện Tam Dương

1. Thành lập xã Hội Thịnh trên cơ sở nhập toàn bộ xã Vân Hội và xã Hợp Thịnh.
2. Sau khi sắp xếp, huyện Tam Dương có 12 đơn vị hành chính cấp xã, gồm 10 xã và 02 thị trấn.
3. Sau khi sắp xếp các đơn vị hành chính cấp xã, tỉnh Vĩnh Phúc có 09 đơn vị hành chính cấp huyện, gồm 07 huyện và 02 thành phố; 121 đơn vị hành chính cấp xã, gồm 88 xã, 15 phường và 18 thị trấn.

#### Năm 2025: Nghị quyết số 202/2025/QH15
- Nghị quyết số 202/2025/QH15[32] ngày 12 tháng 6 năm 2025 của Quốc hội về việc sắp xếp đơn vị hành chính cấp tỉnh:
- Tỉnh Vĩnh Phúc, tỉnh Hòa Bình, tỉnh Phú Thọ

1. Sắp xếp toàn bộ diện tích tự nhiên, quy mô dân số của tỉnh Vĩnh Phúc, tỉnh Hòa Bình và tỉnh Phú Thọ thành tỉnh mới có tên gọi là tỉnh Phú Thọ.

| Đơn vị hành chính của tỉnh Vĩnh Phúc (tính đến ngày 12 tháng 6 năm 2025) | Đơn vị hành chính của tỉnh Vĩnh Phúc (tính đến ngày 12 tháng 6 năm 2025) | Đơn vị hành chính của tỉnh Vĩnh Phúc (tính đến ngày 12 tháng 6 năm 2025) |
| Số thứ tự                                                                | Đơn vị hành chính cấp huyện                                              | Đơn vị hành chính cấp xã |
| ------------------------------------------------------------------------ | ------------------------------------------------------------------------ | --- |
| 1                                                                        | Thành phố Phúc Yên                                                       | 7 phường: Đồng Xuân, Hai Bà Trưng, Hùng Vương, Nam Viêm, Phúc Thắng, Tiền Châu, Xuân Hòa và 2 xã: Cao Minh, Ngọc Thanh |
| 2                                                                        | Thành phố Vĩnh Yên                                                       | 8 phường: Định Trung, Đống Đa, Đồng Tâm, Hội Hợp, Khai Quang, Liên Bảo, Ngô Quyền, Tích Sơn và xã Thanh Trù |
| 3                                                                        | Huyện Bình Xuyên                                                         | 5 thị trấn: Bá Hiến, Đạo Đức, Gia Khánh, Hương Canh, Thanh Lãng và 8 xã: Hương Sơn, Phú Xuân, Quất Lưu, Sơn Lôi, Tam Hợp, Tân Phong, Thiện Kế, Trung Mỹ                                                                                 |
| 4                                                                        | Huyện Lập Thạch                                                          | 2 thị trấn: Hoa Sơn, Lập Thạch và 17 xã: Bàn Giản, Bắc Bình, Đồng Ích, Hợp Lý, Liên Hòa, Liễn Sơn, Ngọc Mỹ, Quang Sơn, Sơn Đông, Tây Sơn, Thái Hòa, Tiên Lữ, Tử Du, Văn Quán, Vân Trục, Xuân Hòa, Xuân Lôi                              |
| 5                                                                        | Huyện Sông Lô                                                            | Thị trấn Tam Sơn và 13 xã: Cao Phong, Đôn Nhân, Đồng Quế, Đồng Thịnh, Đức Bác, Hải Lựu, Lãng Công, Nhân Đạo, Phương Khoan, Quang Yên, Tân Lập, Tứ Yên, Yên Thạch                                                                        |
| 6                                                                        | Huyện Tam Dương                                                          | 2 thị trấn: Hợp Hòa, Kim Long và 10 xã: An Hòa, Duy Phiên, Đạo Tú, Đồng Tĩnh, Hoàng Đan, Hoàng Hoa, Hoàng Lâu, Hội Thịnh, Hướng Đạo, Thanh Vân                                                                                          |
| 7                                                                        | Huyện Tam Đảo                                                            | 3 thị trấn: Đại Đình, Hợp Châu, Tam Đảo và 6 xã: Bồ Lý, Đạo Trù, Hồ Sơn, Minh Quang, Tam Quan, Yên Dương |
| 8                                                                        | Huyện Vĩnh Tường                                                         | 3 thị trấn: Thổ Tang, Tứ Trưng, Vĩnh Tường, và 17 xã: An Nhân, Chấn Hưng, Đại Đồng, Kim Xá, Lũng Hòa, Lương Điền, Nghĩa Hưng, Ngũ Kiên, Sao Đại Việt, Tân Phú, Thượng Trưng, Tuân Chính, Vĩnh Phú, Vĩnh Thịnh, Vũ Di, Yên Bình, Yên Lập |
| 9                                                                        | Huyện Yên Lạc                                                            | 2 thị trấn: Tam Hồng, Yên Lạc và 14 xã: Bình Định, Đại Tự, Đồng Cương, Đồng Văn, Hồng Châu, Liên Châu, Nguyệt Đức, Tề Lỗ, Trung Hà, Trung Kiên, Trung Nguyên, Văn Tiến, Yên Đồng, Yên Phương.                                           |
| Tổng cộng                                                                | 09 đơn vị hành chính cấp huyện, gồm 07 huyện và 02 thành phố             | 121 đơn vị hành chính cấp xã, gồm 88 xã, 15 phường và 18 thị trấn |